# Stativstange

Stativstange mit Doppelklemme und Bürette – Stativfuß unten

Stativstangen gehören zur typischen Ausstattung eines chemischen, physikalischen oder biologischen Labors. Es handelt sich dabei meist um 10–15 mm dicke Stangen aus rostfreiem Stahl; in einigen Fällen werden auch Stangen aus Kunststoff verwendet. Sie können mit Hilfe von Doppelmuffen oder Hakenmuffen zu größeren Apparaturgerüsten zusammengeschraubt werden.

## Fotografie
Daneben wird der Begriff auch bei Film- und Fotostativen sowie Mikrofonständern verwendet. Stativstangen bei Fotostativen sind meist aus Aluminium oder Carbon. Alu-Stative haben den Vorteil günstiger in der Herstellung zu sein, sind im Vergleich zu Carbon allerdings auch deutlich schwerer, was vor allem Naturfotografen betrifft, für die das Gewicht ihrer Ausrüstung maßgebliche ist.
Ein C-Stand, der vor allem im Studio benutzt wird, sind häufig schwere Stahl-Stative, die für besonders schwere Lasten wie große Lampen oder Diffusoraufhängungen verwendet werden.